# Bustul lui Maurice Haquette
Bustul lui Maurice Haquette este o sculptură în bronz realizată în 1883 de Auguste Rodin.

## Prietenie
Haquette a predat pictura și acuarela la fabrica din Sèvres, unde a devenit prieten cu Rodin. Când Rodin a expus Epoca bronzului la Salonul din Paris din 1877, lucrarea a fost considerată atât de realistă încât unii l-au acuzat că a modelat direct după corpul uman. Haquette l-a apărat pe Rodin împotriva acestor acuzații, imediat după sosirea acestuia la Bruxelles.

## Porțile Iadului
În această perioadă, Ministerul Educației Publice și Artelor din Franța plănuia să construiască un Muzeu de Arte Decorative⁠(d) în Paris, pe ruinele Curții de Conturi. Mai mulți artiști au fost invitați să lucreze la proiect, iar Haquette i l-a prezentat lui Rodin pe fratele său, Georges Haquette⁠(d), care îl cunoștea pe subsecretarul Edmond Turquet. Turquet și Georges Haquette l-au recomandat pe Rodin pentru proiect și i-au comandat să creeze Porțile Iadului. Pe revers este inscripționat À mon ami Haquette (Prietenului meu Haquette) – se crede că a fost turnată drept un cadou de mulțumire pentru comanda Porților Iadului.